# Força espacial

Emblema da Força Espacial do Estados Unidos, que, a partir de 2020, é a única força espacial independente.

Força espacial é um ramo militar que conduz a guerra espacial e as operações espaciais.
Em 2020, o único país com uma força espacial independente são os Estados Unidos, que estabeleceram a Força Espacial do Estados Unidos em dezembro de 2019, enquanto a Rússia tinha anteriormente as Tropas Espaciais da Rússia como um braço de serviço independente, embora agora elas sejam um sub-ramo das Forças Aeroespaciais da Rússia.

## História

Brasão de armas das Tropas Espaciais da Rússia, que antes eram um braço de serviço independente de 1992 a 1997 e de 2001 a 2011.

Em 1992, as Tropas Espaciais da Rússia foram estabelecidas como um braço de serviço independente (mas não um ramo militar) dentro das Forças Armadas da Rússia. Em 1997, foi fundida na Tropa de Mísseis Estratégicos, mas esta decisão colocou o espaço militar em extrema desvantagem e, em 2001, foi restabelecida como um braço de serviço independente. Em 2011, tornou-se o núcleo das Forças de Defesa Aeroespacial da Rússia, que fundiu os ramos de defesa espacial e aérea da Rússia em um único serviço. Em 2015, a Força Aérea Russa e as Forças de Defesa Aeroespacial da Rússia foram fundidas para formar as Forças Aeroespaciais da Rússia, que restabeleceram as Tropas Espaciais da Rússia como um de seus três sub-ramos, embora não seja mais uma entidade independente.
O desenvolvimento do espaço militar dentro dos Estados Unidos começou com as Forças Aéreas do Exército em 1945, e a maioria de suas forças espaciais foi organizada dentro da Força Aérea dos Estados Unidos, que se tornou o agente executivo para o espaço em 1962. Em 1982, a Força Aérea criou o Comando Espacial da Força Aérea, que fundiu todas as forças espaciais da USAF em um único comando. O Exército dos Estados Unidos e a Marinha dos Estados Unidos possuem ambos um número significativamente menor de ativos espaciais, centralizados no Comando de Defesa de Mísseis e Espaço do Exército e na Décima Frota da Marinha. O comando operacional das operações espaciais está centralizado dentro do Comando Espacial dos Estados Unidos, que existia anteriormente de 1985 a 2002, e foi restabelecido em agosto de 2019. Em dezembro de 2019, o Congresso dos EUA autorizou a criação da Força Espacial do Estados Unidos, que foi oficialmente estabelecida em 20 de dezembro de 2019. Este novo ramo de serviço foi criado ao redesenhar o Comando Espacial da Força Aérea como a Força Espacial dos EUA e ao elevá-lo para se tornar um ramo de serviço independente.